# Nàng Liza tội nghiệp
Nàng Liza tội nghiệp (tiếng Nga: Бедная Лиза) là một truyện vừa tình cảm của nhà văn Nikolai Karamzin, được viết trong năm 1792.
Ra đời năm 1792, ban đầu tác phẩm được đăng trên Tạp chí Moskva do chính Nikolai Karamzin làm chủ bút và xuất bản thành sách năm 1796.

## Nội dung
Sau khi cha mất, Liza sống với mẹ và thường chở hoa lên Moscow bán lấy tiền nuôi hai mẹ con. Một ngày nọ, một chàng trai hào hoa giàu có tên Erast đến mua hoa của cô. Thay vì trả 50 kopek mỗi bông như những người khác, anh ta trả 50 rub (một số tiền khá lớn thời đó). Nhưng Liza từ chối.
Những ngày sau đó, Erast ngày nào cũng đến mua hoa của cô. Cho đến một hôm, anh ta không mua nữa, dù cô đã chuẩn bị những đóa hoa đẹp nhất. Buồn rầu, cô quay về. Bỗng một người lạ mặt đến nói cô sẽ không phải đi nữa. Từ này sẽ có người đến tận nơi cô ở lấy hoa.
Erast là một chàng trai quý tộc giàu có, hào hoa, tính tình thất thường. Anh ta đã phải lòng Liza từ cái nhìn đầu tiên vì vẻ ngây thơ trong sáng của cô. LIza sau đó cũng đáp lại tình yêu ấy. Tuy nhiên mẹ Liza thì lại muốn cô lấy một người phú nông khác, bởi tầng lơp nông nô như gia đình Liza không được lấy quý tộc. Cô từ chối.
Erast phải vào quân đội và trở thành sĩ quan. Anh và Liza phải chia tay nhau. Cô mòn mỏi chờ anh về. Một ngày, Liza đem hoa lên Moscow bán thì nhìn thấy Erast đi với người phụ nữ khác. Erast sốc khi nhìn thấy Liza và vội vàng bước đi.
Liza đau khổ, lang thàng như người mất hồn, dừng lại bên bờ sông. Cô đưa hết tiền trong túi mình cho một bé gái và nhảy xuống sông tự tử. Mẹ cô biết chuyện cũng tự tử theo.
Erast, khi ở trong quân ngũ đã đánh bạc thua hết tiền và phải lấy ột cô gái giàu có khác để trả nợ. Khi nghe tin Liza tự tử, anh sống phần đời còn lại trong đau đớn. Và sau cùng cũng treo cổ tự vẫn.

## Chuyển thể

### Hội họa
Năm 1827, họa sĩ Orest Kiprensky đã vẽ một bức chân dung, lấy nhan đề là Nàng Liza tội nghiệp. Bức họa một thiếu nữ với đôi mắt buồn dịu, trên tay cầm một nhánh cẩm chướng.

### Sân khấu
- Nàng Liza tội nghiệp (nhạc kịch, 1989)
- Nàng Liza tội nghiệp (opera)

### Điện ảnh

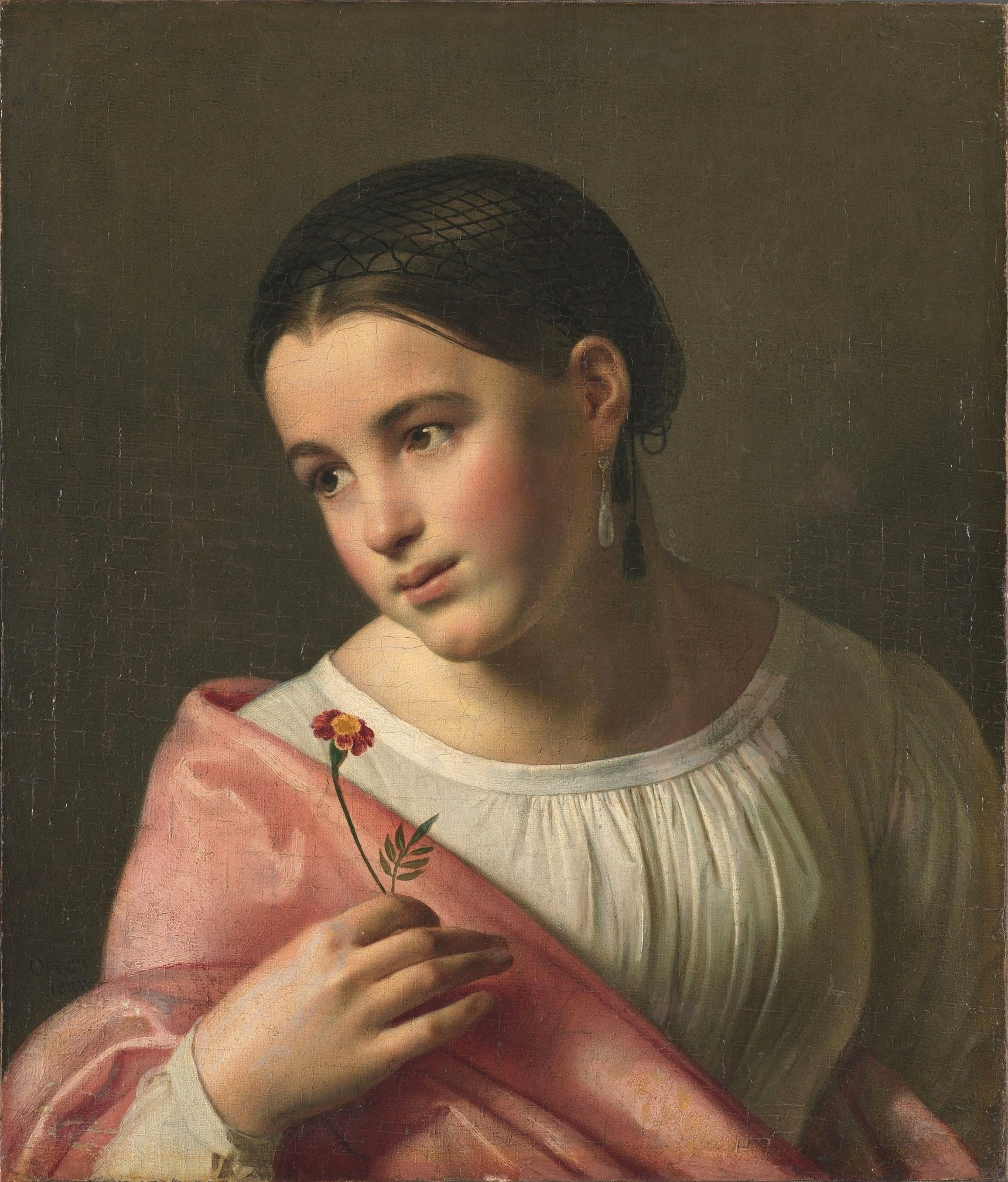
Nàng Liza tội nghiệp (hoạt hình, 1978)
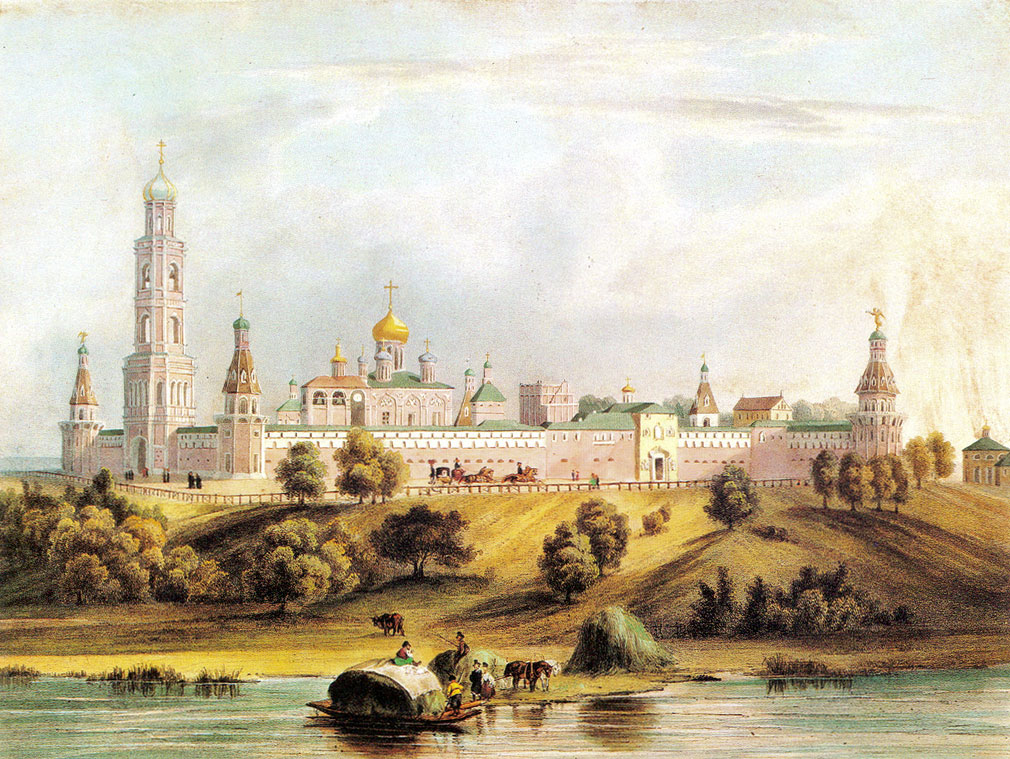
Tu viện Simonov

- Nàng Liza tội nghiệp (phim, 1998)
- Nàng Anna tội nghiệp (phim truyền hình, 2003)